# 최은주 (1979년)
최은주(1979년 2월 22일 ~ )는 대한민국의 배우다.

## 학력
- 서일대학교 연극영화과 졸업

## 연기 활동

### 드라마
- 1999년 MBC 대하드라마 《허준》 ... 언년이 역
- 2006년 KBS1 TV소설 《순옥이》 ... 남기순 역
- 2007년 SBS 수목드라마 《마녀유희》 ... 미영 역
- 2007년 SBS 아침연속극 《미워도 좋아》 ... 순옥 역
- 2009년 KBS2 월화드라마 《2009 전설의 고향 - 금서 편》 ... 계집종 역
- 2010년 SBS 《검사 프린세스》 ... 이문애 역 (특별출연)

### 방송
- 2013년 SBS 추석특집 《짝 - 스타 애정촌》

### 영화
- 2000년 《찍히면 죽는다》 ... (우정출연)
- 2001년 《조폭 마누라》 ... 세리 역
- 2002년 《패밀리》 ... 신지 역
- 2002년 《마법의 성》 ... 이윤주 역
- 2003년 《대한민국 헌법 제1조》 ... 앵두 역
- 2003년 《조폭 마누라 2 - 돌아온 전설》 ... 세리 역
- 2005년 《연애술사》
- 2005년 《가문의 위기》 ... 다방 레지 역
- 2006년 《방과후 옥상》 ... 매순이 역
- 2008년 《나의 스캔들》 ... 홍선생 역
- 2008년 《달콤한 거짓말》 ... 고은숙 역
- 2012년 《네버엔딩 스토리》 ... 진주 역

## 수상 및 후보
| 연도 | 시상식            | 부문       | 작품        | 결과 |
| ---- | ----------------- | ---------- | ----------- | ---- |
| 2001 | 제22회 청룡영화상 | 여우조연상 | 조폭 마누라 | 후보 |